# Struga (Kowalewek)
Struga – część wsi Kowalewek w gminie Rzgów, w powiecie konińskim, w województwie wielkopolskim.
Miejsce mordu z 16 stycznia 1945 roku.

## Mord na rodzinie Stuczyńskich
16 stycznia 1945 roku niemiecka policja otoczyła znajdującą się na skraju wsi zagrodę rodziny Stuczyńskich, podejrzewając jej członków o współpracę z radziecką grupą zwiadowczą. Następnie Niemcy podpalili zabudowania gospodarcze. W ogarniętych płomieniami budynkach zginęły 4 osoby z rodziny Stuczyńskich:
- Marianna (69 lat),
- Michalina (41 lat),
- Eugeniusz (15 lat),
- Henryk (5 lat).

Znajdujący się tam przypadkowo Lech Plich został zastrzelony przez żandarmów w momencie, gdy usiłował wyskoczyć z płonącego domu. Następnego dnia Niemcy ujęli w Rzgowie i natychmiast rozstrzelali dwóch pozostałych członków rodziny Stuczyńskich: Walentego (58 lat) i Mariana (18 lat).
We wrześniu 1966 roku Związek Młodzieży Wiejskiej ufundował pomnik upamiętniające ofiary tego mordu.